# 전라남도강진의료원
전라남도강진의료원(全羅南道康津醫療院, Jeollanam-do Gangjin Medical Center)은 전라남도 강진군에 위치한 전라남도청 산하의 공공병원이다.

## 주소
전라남도 강진군 강진읍 탐진로 5

## 연혁
- 1947년 도립 강진병원 설립
- 1983년 지방공사전라남도 강진의료원으로 변경
- 2006년 전라남도 강진의료원으로 변경

## 진료과목
내과, 외과, 소아청소년과, 정형외과, 신경과, 안과, 이비인후과, 산부인과, 마취통증의학과(수술실), 진단검사의학과

## 같이 보기
- 병원

## 각 주
1. ↑  “지역거점공공병원 공시”. 《보건복지부 지역거점공공병원 알리미》. 대한민국 보건복지부. 2016년 1월 26일에 확인함.
2. ↑  “전라남도강진의료원 정보”. 건강보험심사평가원. 2016년 1월 21일에 확인함.[깨진 링크(과거 내용 찾기)]
3. ↑  전라남도의회 (2013년 2월 20일). “전라남도 지방의료원 설립 및 운영 조례”. 《국가법령정보센터》. 대한민국 법제처. 2016년 1월 21일에 확인함.